# Naturschutzgebiet Schleipe-Tal (Kierspe)
Das Naturschutzgebiet Schleipe-Tal ist ein 14,13 ha großes Naturschutzgebiet (NSG) östlich der Bahnstrecke Hagen–Dieringhausen in der Gemeinde Kierspe im Märkischen Kreis in Nordrhein-Westfalen. Das NSG wurde 2003 vom Kreistag des Märkischen Kreises mit dem Landschaftsplan Nr. 7 Kierspe ausgewiesen. Das NSG besteht aus drei Teilflächen. Das NSG geht bis zur Gemeindegrenze. In Meinerzhagen grenzt es direkt an das gleichnamige Naturschutzgebiet. Das NSG beginnt im Westen direkt an der Bahnstrecke.

## Gebietsbeschreibung
Bei dem NSG handelt es sich um das Wiesental der Schleipe und Nebenbäche sowie den dazugehörenden Quellbereichen und des Oberlaufs mit der Flussaue. Im Grünland befinden sich Feucht- und Nassgrünlandes. In naturnahen Nasswäldern finden sich Bach-Erlen-Eschenwald, Erlen-Sumpfwald, Quellbereiche und Buchenwald. Im Oberlauf gehören in Hanglagen Laubwäldern zum NSG.

## Schutzzweck
Das Naturschutzgebiet wurde zur Erhaltung und Entwicklung des Wiesentals und als Lebensraum gefährdeter Tier- und Pflanzenarten ausgewiesen. Wie bei anderen Naturschutzgebieten in Deutschland wurde in der Schutzausweisung darauf hingewiesen, dass das Gebiet „wegen der landschaftlichen Schönheit und Einzigartigkeit“ zum Naturschutzgebiet wurde.